# 마리 아브게로폴로스
마리 아브게로폴로스(Marie Avgeropoulos, 1986년 6월 17일 ~ )는 캐나다의 배우이다.

## 출연 작품
- 버터플라이 인 더 타이프라이터 (2018)
- 데드 라이징: 엔드게임 (2016)
- 리마커블 라이프 (2015)
- 런 라이크 헬 (2015)
- 얼라이브 (2015)
- 원헌드레드 2 (2014)
- 원헌드레드 1 (2014)
- 트레이서 (2014)
- 워킹 더 홀스 (2012)
- 디스 민즈 워 (2012)
- 50/50 (2011)
- 헌트 투 킬 (2010)
- 퍼시 잭슨과 번개 도둑 (2010)
- 소로러티 워즈 (2009)
- 아이 러브 유, 베스 쿠퍼 (2009)
- 프린지 (2008)